# شعر دارمي
يعتبر شعر الدارمي أحد أهم الألوان الشعبية بالشعر الشعبي العراقي، وينتشر شعر الدارمي في مناطق جنوب العراق وله خصوصيه ابداعيه في الموسيقى، ولقد وصل شعر الدارمي إلى الاغاني العراقية الحديثة في عدة مواضيع منها الحب والعتب والأماني وغيرها من بحور الغناء، والدارمي أطلق عليه عدة أسماء في جنوب العراق فمنهم من يسميه البسته ومنهم من يسميه ركباني كما هناك من يسميه «موشحات فراتيه» وهو أيضا مايسمى في المناطق الغربية من العراق بالسويحلي إلا أن السويحلي يقدم به العجز على الصدر.
الدارمي هو قصيدة الإيجاز والتعبير الجمالي حيث يتالف من بيت واحد أي من شطرين تنتهي قافيته بقافية متشابهة تحمل معنى قصيدة كاملة. 

## سبب التسمية
أما سبب تسميته بالدارمي فيقال أن أول من قاله هن نساء الدوارم، والدوارم فرع من فروع قبيلة بني تميم القبيلة العربية الكبيرة والمعروفه وقد تواجدت في فترة من الزمان في مناطق جنوب العراق ولا زال للقبيلة آثار ورجال بالمنطقة الجنوبية من العراق.
ويختلف كثير من الناس عن من هم الذين نظموا شعر الدارمي وفيهم من يقول محافظة ميسان وأخر يقول مدينة سوق الشيوخ.